# سطیف
سطیف (به عربی: سطیف) یک شهرستان در الجزایر است که در استان سطیف واقع شده‌است.

## خصوصیات
سطیف ۲۸۸٬۴۶۱ نفر جمعیت دارد و ۱٬۰۹۶ متر بالاتر از سطح دریا واقع شده‌است.

## خواهرخوانده
شهر رن خواهرخواندهٔ سطیف هست.